# Расследование сестры Бонифации
«Расследование сестры Бонифации» (англ. Sister Boniface Mysteries, досл. Тайны сестры Бонифации)  — британский детективный телесериал, созданный Джудом Тиндаллом и спродюсированный BBC Studios и BritBox. Является спин-оффом сериала «Отец Браун». Премьера первого сезона, состоящего из 10 серий, состоялась 8 февраля 2022 года на стриминговом сервисе BritBox.. В июне 2023 года начались съёмки третьего сезона.

## Сюжет
Действие происходит в Англии начала 1960-х годов. Сестра Бонифация — монахиня католической церкви в монастыре Святого Винсента в вымышленном городе Грейт-Слотер в Котсуолдсе. Помимо своих религиозных обязанностей, она занимается виноделием и имеет докторскую степень в области судебной медицины, что позволяет ей служить научным консультантом местной полиции.

## В ролях

### Основные
| Актёр          | Роль                                 |
| -------------- | ------------------------------------ |
| Лорна Уотсон   | сестра Бонифация                     |
| Макс Браун     | детектив-инспектор Сэм Гиллеспи      |
| Джерри Иву     | детектив-сержант Феликса Ливингстона |
| Миранда Райсон | Рут Пенни                            |
| Ами Меткалф    | констебль Пегги Баттон               |
| Белинда Лэнг   | миссис Клэм                          |
| Сара Кроуден   | мисс Тимбл                           |

### Эпизодические
| Актёр        | Роль         |
| ------------ | ------------ |
| Марк Уильямс | Отец Браун   |
| Иван Кей     | Теда Баттона |